# Oorsprongbrug
De Oorsprongbrug is een brug over de Biltsche Grift in de Nederlandse stad Utrecht. Het betreft een vaste brug met een zeer beperkte doorvaarthoogte.
Ze is gelegen ter hoogte van huis de Oorsprong en ze vormt de overgang van de Biltstraat naar de Snellenlaan. Een sluitsteen in de brug vermeldt het jaartal 1879. Gaandeweg is de brug aangepast.